# AACTA International Awards 2017

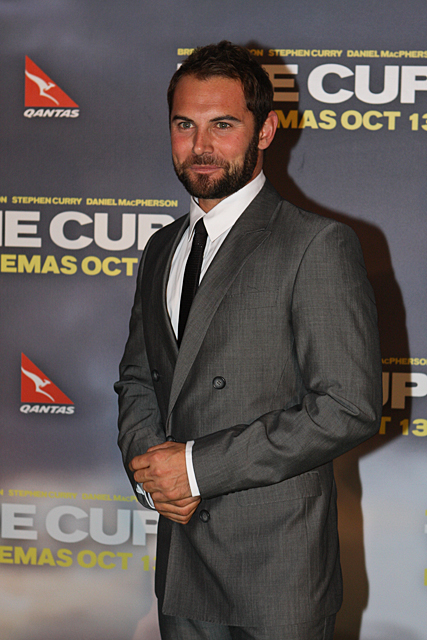
Daniel MacPherson ha presentato la cerimonia.

La 6ª edizione della cerimonia degli AACTA International Awards si è tenuta a Los Angeles il 6 gennaio 2017. La cerimonia ha premiato i migliori film internazionali usciti nel corso del 2016.
L'attore australiano Daniel MacPherson ha presentato la cerimonia di premiazione, che, in Australia, è trasmessa dal canale Foxtel Arts l'8 gennaio. Le candidature sono state annunciate il 13 dicembre 2016.

## Vincitori e candidati

### Miglior film
- La La Land, regia di Damien Chazelle
- Arrival, regia di Denis Villeneuve
- La battaglia di Hacksaw Ridge (Hacksaw Ridge), regia di Mel Gibson
- Lion - La strada verso casa (Lion), regia di Garth Davis
- Manchester by the Sea, regia di Kenneth Lonergan

### Miglior regista
- Mel Gibson - La battaglia di Hacksaw Ridge (Hacksaw Ridge)
- Denis Villeneuve - Arrival
- Damien Chazelle - La La Land
- Garth Davis - Lion - La strada verso casa (Lion)
- Kenneth Lonergan - Manchester by the Sea

### Miglior attore protagonista
- Casey Affleck - Manchester by the Sea
- Joel Edgerton - Loving
- Andrew Garfield - La battaglia di Hacksaw Ridge (Hacksaw Ridge)
- Ryan Gosling - La La Land
- Denzel Washington - Barriere (Fences)

### Miglior attrice protagonista
- Emma Stone - La La Land
- Amy Adams - Arrival
- Isabelle Huppert - Elle
- Ruth Negga - Loving
- Natalie Portman - Jackie

### Miglior attore non protagonista
- Dev Patel - Lion - La strada verso casa (Lion)
- Mahershala Ali - Moonlight
- Jeff Bridges - Hell or High Water
- Lucas Hedges -Manchester by the Sea
- Michael Shannon - Animali notturni (Nocturnal Animals)

### Miglior attrice non protagonista
- Nicole Kidman - Lion - La strada verso casa (Lion)
- Viola Davis - Barriere (Fences)
- Naomie Harris - Moonlight
- Teresa Palmer - La battaglia di Hacksaw Ridge (Hacksaw Ridge)
- Michelle Williams - Manchester by the Sea

### Miglior sceneggiatura
- Kenneth Lonergan - Manchester by the Sea
- Andrew Knight e Robert Schenkkan - La battaglia di Hacksaw Ridge (Hacksaw Ridge)
- Taylor Sheridan - Hell or High Water
- Damien Chazelle - La La Land
- Luke Davies - Lion - La strada verso casa (Lion)

## Statistiche vittorie/candidature
- 2/6 - Manchester by the Sea
- 2/5 - La La Land
- 2/5 - Lion - La strada verso casa
- 1/5 - La battaglia di Hacksaw Ridge
- 0/3 - Arrival
- 0/2 - Barriere
- 0/2 - Hell or High Water
- 0/2 - Loving
- 0/2 - Moonlight
- 0/1 - Animali notturni
- 0/1 - Elle
- 0/1 - Jackie